# Carlo Lizzani
Carlo Lizzani, född 3 april 1922 i Rom, död 5 oktober 2013 i samma stad, var en italiensk filmregissör och manusförfattare.

## Utmärkelser
Lizzani vann David di Donatello-priset för bästa regi för Banditerna i Milano 1968.

## Regi i urval
- 1953 – L'amore in città (delen Amore che si paga)
- 1960 – I krigets spår
- 1965 – Spionen från öster
- 1968 – Banditerna i Milano
- 1972 – De unga hämnarna
- 1974 – Slutet - Mussolinis fall
- 1996 – Celluloide

## Manus i urval
- 1948 – Tyskland anno noll
- 1949 – Bittert ris
- 1960 – I krigets spår
- 1968 – Banditerna i Milano
- 1974 – Slutet - Mussolinis fall